# Franz Gregor Ignaz Eckstein

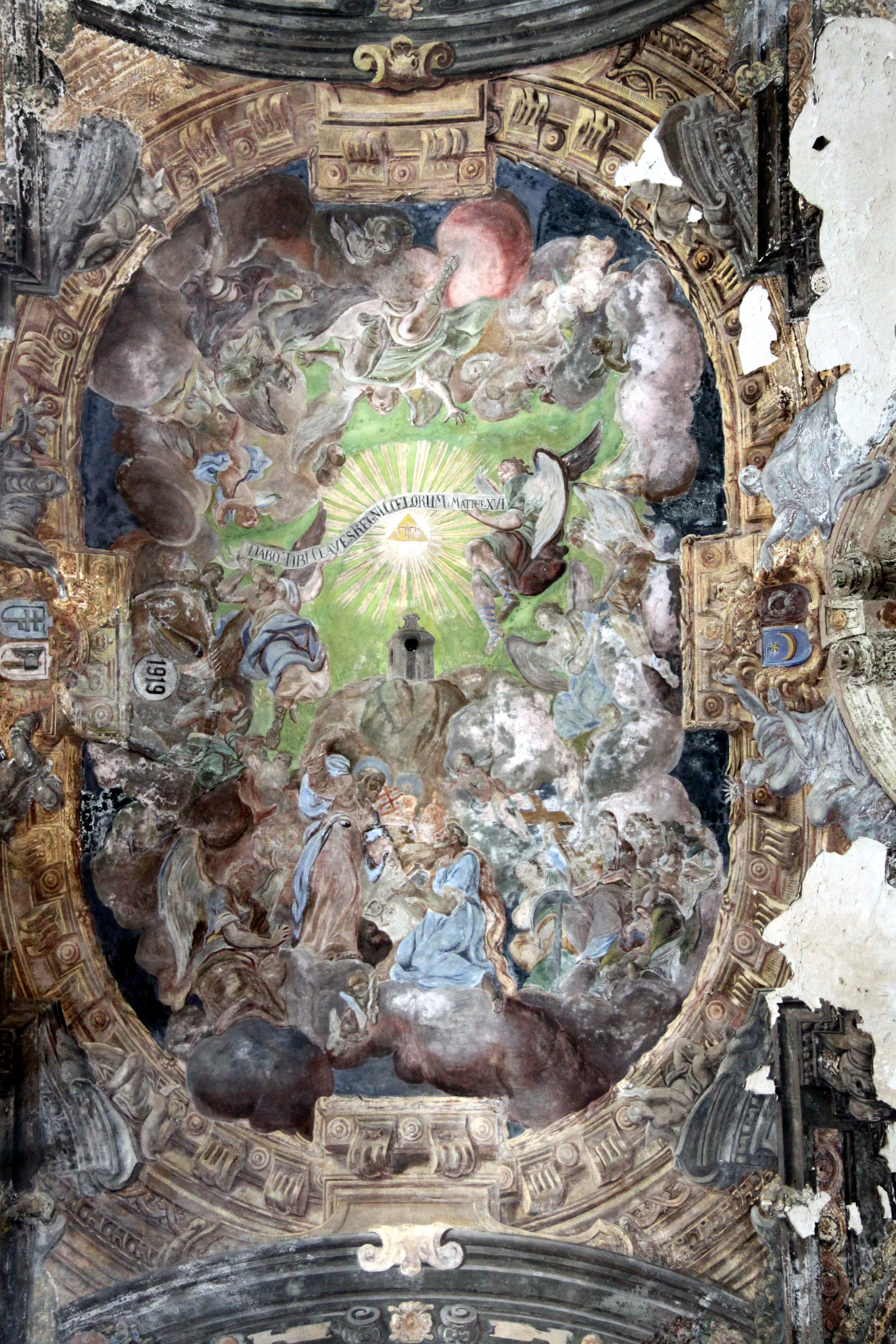
Deckenmalerei in der Jesuitenkirche Lemberg

Franz Gregor Ignaz Eckstein (tschechisch František Řehoř Ignác Eckstein, polnisch Franciszek Grzegorz Ignacy Eckstein, * um 1689 in Židovice  bei Saatz, Markgrafschaft Mähren; † 1741 in Lemberg, Ostgalizien) war ein österreichischer Freskant, der in Böhmen, Schlesien und Galizien tätig war. Vater des Malers Sebastian Eckstein.

## Leben und Wirken
Eckstein war vor 1709 Schüler von Michael Wenzel Halbax, studierte möglicherweise auch in Rom. Er schuf illusionistische Freskenmalerei nach dem Vorbild des italienischen Meisters Andrea Pozzo. Daneben schuf er auch Fresken und Altargemälde.
1711 heiratete er in Brünn, wo er seinen Wohnsitz nahm. Da er auch auswärtige Aufträge annahm, hielt er sich zeitweise auch an anderen Orten auf. Von 1727 bis 1733 war er in Krakau und von 1740 bis 1741 in Lemberg tätig.
Zu seinen wichtigsten Werken gehören Fresken in der Loretokapelle des Minoritenklosters in Brünn, im Schloss Milotice, in der Burg Pernštejn, in der Krakauer Piaristenkirche und in der Jesuitenkirche Lemberg.
Zu seinen Schülern gehörte u. a. Gottfried Bernhard Göz.